# Dlaczego
Dlaczego – ogólnopolski miesięcznik dla studentów ukazujący się w latach 1998–2011.
"Dlaczego" poruszała tematykę związaną ze studiami, karierą, pracą, finansami. Na łamach pisma publikowane były też artykuły traktujące o problemach młodych ludzi oraz o możliwościach spędzania wolnego czasu. W ramach pisma ukazuje się comiesięczny dodatek "Extra poradnik". Do magazynu dołączane są płyty CD o różnorodnej tematyce skierowanej do młodych ludzi, takiej jak muzyka, film czy sport. Wydawcą magazynu była Platforma Mediowa Point Group.
We wrześniu 2010 roku, miesięcznik zaczął być bezpłatnie rozprowadzany w dużych ośrodkach akademickich, a także dodawany do tygodnika "Wprost". W lipcu 2011 roku wydawca ogłosił decyzję o zaprzestaniu wydawania czasopisma do końca sierpnia tego roku.  

## Statystyki
- Nakład magazynu – 76 380 egz. (średnio maj 2003 – maj 2004)
- Średnia roczna sprzedaż – 39 341 egz. (średnio maj 2003 – maj 2004)
- Objętość – 116 stron

## Główne tematy w miesięczniku
- Kalejdoskop – informacje ze świata i z życia studentów.
- Karuzela Kariery – rankingi, wywiady, prezentacje przyszłych pracodawców, sposoby na zdobycie pierwszych pieniędzy i ludzie, którzy osiągnęli swój pierwszy sukces. Praktyczne porady, inspirujące pomysły, ważne adresy i linki.
- Reflektor – dziennikarskie prowokacje, reportaże z życia uczelni i studenckie obserwacje
- Na topie – wywiad z gwiazdą z okładki.
- Raporty i rankingi
- Lifestyle – butiki, prezentacje najnowszych produktów, sesje mody, przeglądy filmów, płyt i programów multimedialnych. Wszystko to, co jest aktualnie trendy.
- Kątem oka – felietony
- Extra poradnik – tabele, bazy danych, wzory ważnych dokumentów, testy językowe i zawodowe. Comiesięczny dodatek do "Dlaczego", zawierający porady dla studentów z życia zawodowego i akademickiego.